# 马卡里奥斯三世
马卡里奥斯三世总主教（羅馬化：Makários III；1913年8月13日—1977年8月3日），东正教塞浦路斯正教会总主教，塞浦路斯共和国首任总统。
马卡里奥斯原名米哈伊尔·克里斯托都娄·牟斯寇斯（Mihail Christodoulou Mouskos），自幼丧母，1926年进入教会，1936年在尼科西亚完成中学学业，其后进入雅典大学学习神学，1942年毕业。回国后，他成为一名神父，后前往美国马萨诸塞州波士顿大学深造。
1948年，他当选主教，改名为马卡里奥斯，回国就职。1950年9月18日，马卡里奥斯当选总主教，成为塞浦路斯希腊族事实上的领袖。在这个位置上，马卡里奥斯积极鼓吹塞浦路斯和希腊的合并。在其支持下，希腊在联合国提出了对塞浦路斯的主权要求。1955年，塞浦路斯斗士国家组织（EOKA）成立，为争取塞浦路斯早日摆脱英国统治，这一组织不惜诉诸恐怖主义行为。英国殖民当局被迫开始与塞浦路斯本地领袖开始商谈独立事宜，但是不久谈判即破裂。
1956年，英国殖民当局以马卡里奥斯支持恐怖主义为名，将其流放塞舌尔马埃岛，次年他获准自由移居雅典，但是不能回到塞浦路斯。康斯坦蒂诺斯·卡拉曼利斯在希腊主政后，与英国达成了妥协方案，英国将允许塞浦路斯独立，但是塞浦路斯不得和希腊合并。马卡里奥斯起初反对这一折中方案，但最后还是被迫接受。
1959年3月，马卡里奥斯回国，在尼科西亚受到热烈的欢迎，12月13日，他以压倒性优势赢得总统选举。
由於1970年代土耳其入侵後導致賽普勒斯的南北分裂，马卡里奥斯也是至今唯一實際統治全島的總統。